# Cavallo del Sarcidano
Il cavallo del Sarcidano è una razza equina della Sardegna. Il cavallo del Sarcidano secondo studi genetici è estraneo alle altre razze equine italiane e avrebbe un'età genetica di almeno 24.000 anni. È una delle due razze più antiche della Sardegna insieme al Cavallino della Giara. Esso viene allevato presso il centro di allevamento Foresta Burgos dell'istituto incremento ippico della Sardegna e sull'altopiano del Sarcidano.

## Standard di razza
- area di origine: altopiano del Sarcidano, Sardegna centro meridionale
- mantello: baio e sauro, raramente grigio
- temperamento: vivace e ben rispondente all'ammansimento, adattabile ai principali sport equestri
- altre caratteristiche: rustico e frugale
- dati biometrici: altezza al garrese intorno ai 140 cm

### Conformazione
- testa: profilo rettilineo, leggermente carica di ganasce; fronte larga con grande ciuffo; orecchie regolari molto mobili; occhi grandi ed espressivi; narici grandi e mobili
- collo: muscoloso attaccato alla testa in modo un po' grossolano, ben attaccato alla spalla
- spalla: poco inclinata, tendenzialmente un po' corta
- garrese: abbastanza rilevato, ben collegato al collo e alla spalla
- dorso: lievemente depresso
- lombi: leggermente lunghi
- groppa: tendenzialmente corta e spiovente
- petto: muscoloso
- torace: ben sviluppato e profondo
- arti: solidi e brevi
- articolazioni: solide e abbastanza ampie
- andature: vivaci e sicure
- appiombi: poco regolari
- piede: tendente al cilindrico con unghia solida